# 东川风毛菊
东川风毛菊（学名：Saussurea dimorphaea）为菊科风毛菊属下的一个种。

## 扩展阅读
維基物種上的相關：东川风毛菊